# Spike Cohen

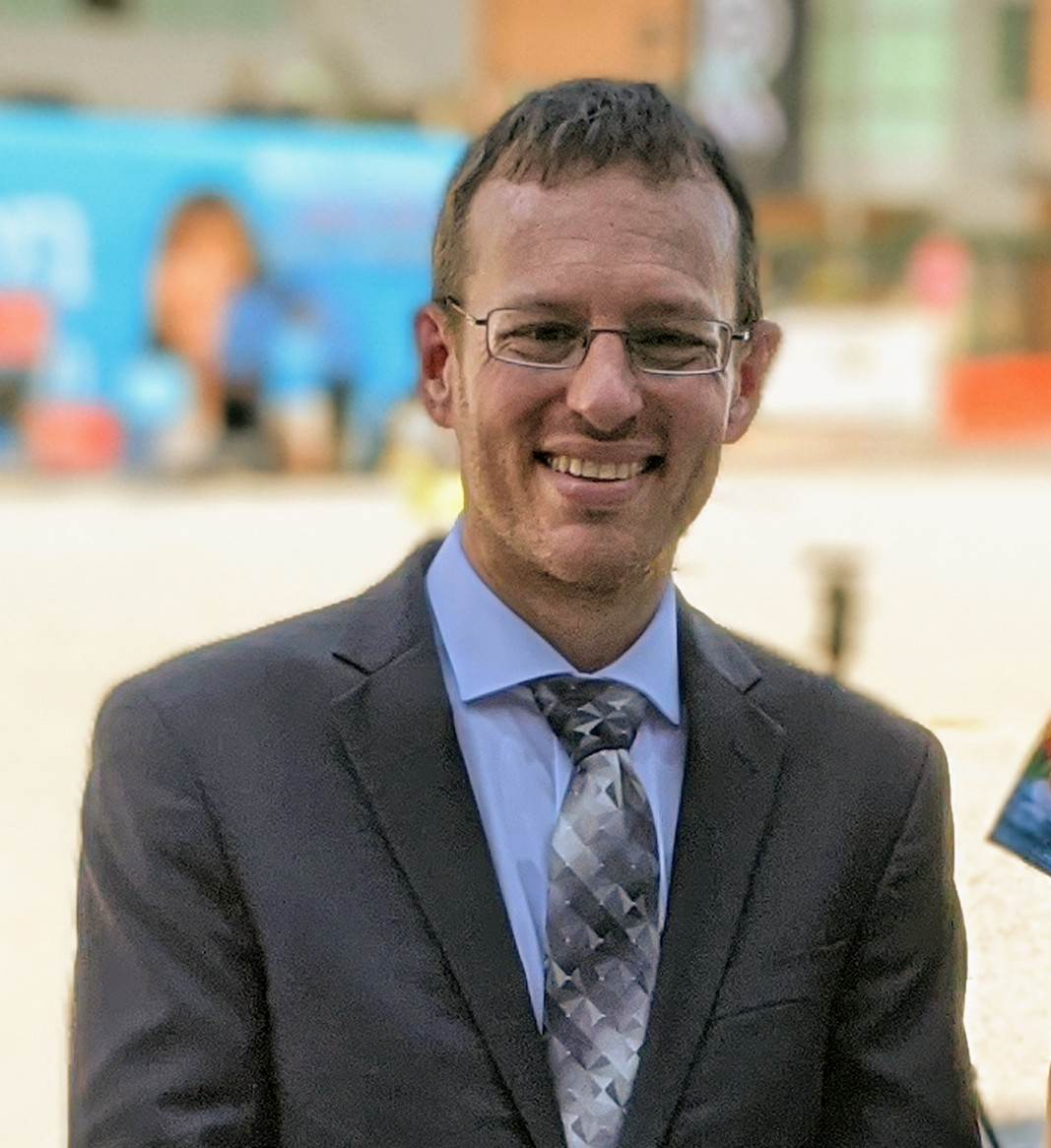
Spike Cohen, Foto von 2020

Jeremy „Spike“ Cohen (* 28. Juni 1982 in Baltimore) ist ein US-amerikanischer Aktivist, Unternehmer und Podcaster. Er ist der Kandidat der Libertarian Party für das Amt des Vizepräsidenten bei der Wahl 2020.

## Leben
Cohen wurde 1982 in Baltimore geboren. Cohens Vater ist jüdischen Glaubens, und er wuchs als messianischer Jude auf, wozu auch eine Bar Mitzwa gehörte.
Im Alter von 16 Jahren begann Cohen mit dem Erlernen von Webdesign und baute in der Folge innerhalb weniger Jahre ein erfolgreiches Geschäft auf. 2016 wurde bei Cohen Multiple Sklerose diagnostiziert. Er verkaufte sein Webdesign-Geschäft und wandte sich dem libertären Aktivismus zu. Cohen ist Podcaster bei Muddied Waters Media. Er gibt an, sich Spike genannt zu haben, nach der Figur aus dem Kinderfilm My Little Pony: The Movie aus dem Jahr 1986.
2010 heirateten Cohen und seine Frau Tesha.

## Karriere

### Kampagne für das Amt des Vizepräsidenten 2020
Cohen kandidierte als vorgeschlagener Vizekandidat des Präsidentschaftskandidaten Vermin Supreme bei den Vorwahlen 2020 der Libertarian Presidential Primaries, und war aktiv an der Wahlkampagne beteiligt.
Am 23. Mai 2020 verlor Supreme die libertäre Präsidentschaftskandidatur gegen Jo Jorgensen, blieb aber im Rennen um die Vizepräsidentschaftskandidatur der Partei. Jorgensen zeigte eine Vorliebe für John Monds als ihren Vizepräsidenten gegenüber Cohen und Ken Armstrong. Trotzdem besiegte Cohen Monds nach drei Wahlgängen mit 533 Delegierten zu Monds’ 472. Als Vizepräsidentschaftskandidat der Libertären Partei wurde Cohen der erste jüdische Vizepräsidentschaftskandidat einer politischen Partei seit Joe Lieberman im Jahr 2000.

### Politische Positionen
Cohen behauptet, dass sein und Jorgensens Programm vom Programm der Libertarian Party abgeleitet sei. Dazu gehören die Reduzierung der Staatsverschuldung durch eine Verkleinerung der Regierung, eine umfassende Reform des Strafrechts und die sofortige Freilassung der wegen opferloser Verbrechen Inhaftierten, die Demilitarisierung der Polizei und die Schaffung von Programmen zur Rechenschaftspflicht der Polizei.
Cohen, ein Verbündeter des Performancekünstlers und ewigen Kandidaten Vermin Supreme, lief auf einer Plattform, die für freie Ponys, obligatorisches Zähneputzen, Zombie-Power, die Tötung von Baby-Hitler, die Tötung von Baby-Woodrow Wilson und die Förderung von Anarchie warb. Cohen versprach, dass er zurücktreten und durch Baby-Yoda ersetzt werden würde, sollte dies nicht innerhalb der ersten 100 Tage seiner Vizepräsidentschaft erreicht werden.
Nachdem er offiziell die libertäre Nominierung zum Vizepräsidenten erhalten hatte, bestätigte Cohen: „Das Käsebrot und das Waffelhaus – das ist alles nur eine lustige Satire, um die Leute anzulocken. Dann trifft man sie mit der eigentlichen Botschaft. Die eigentliche libertäre Botschaft von Selbstbesitz und Nichtangriff und freiwilligen Lösungen und Eigentumsrechten und so weiter.“